# Bronner

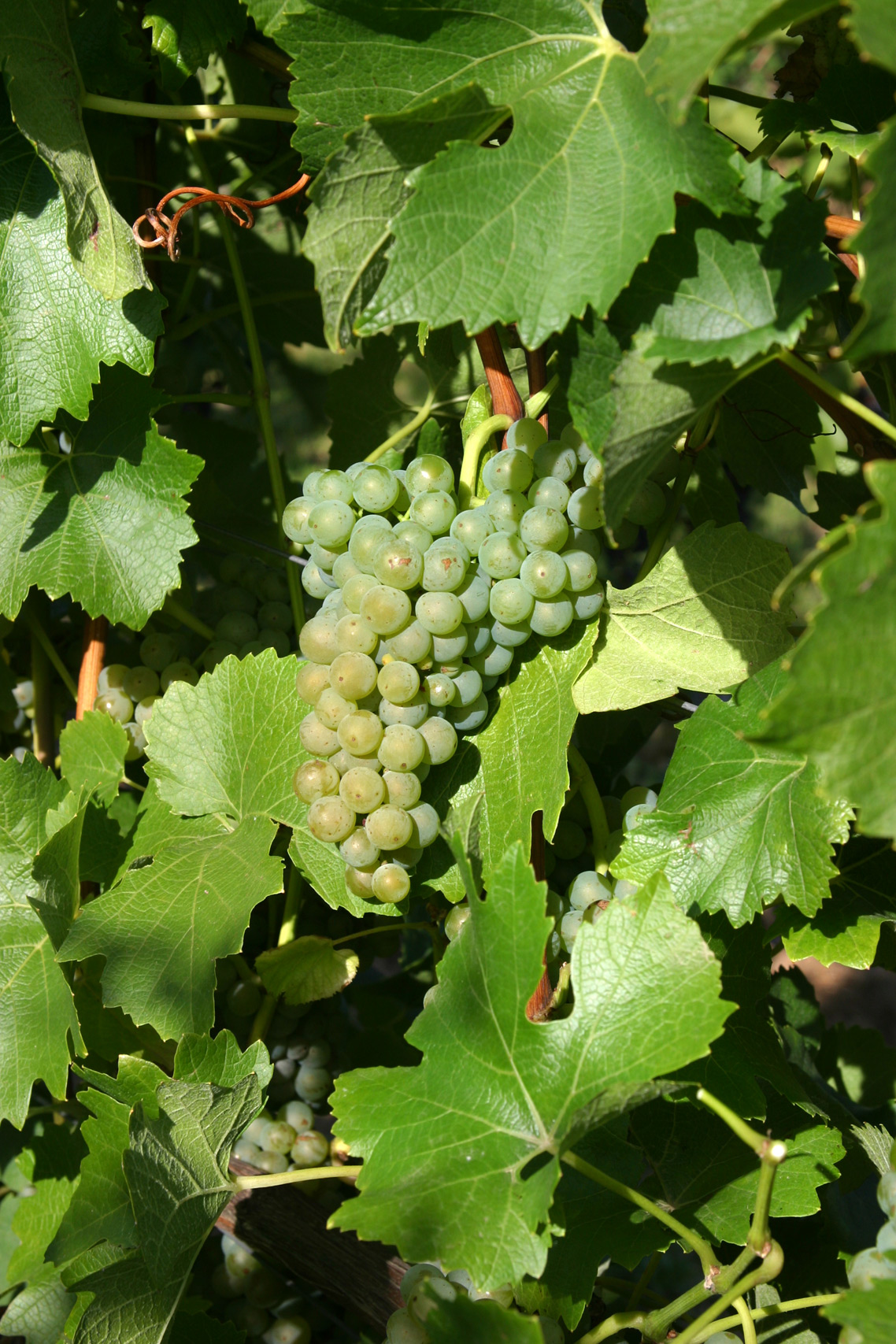
Traube der Sorte Bronner

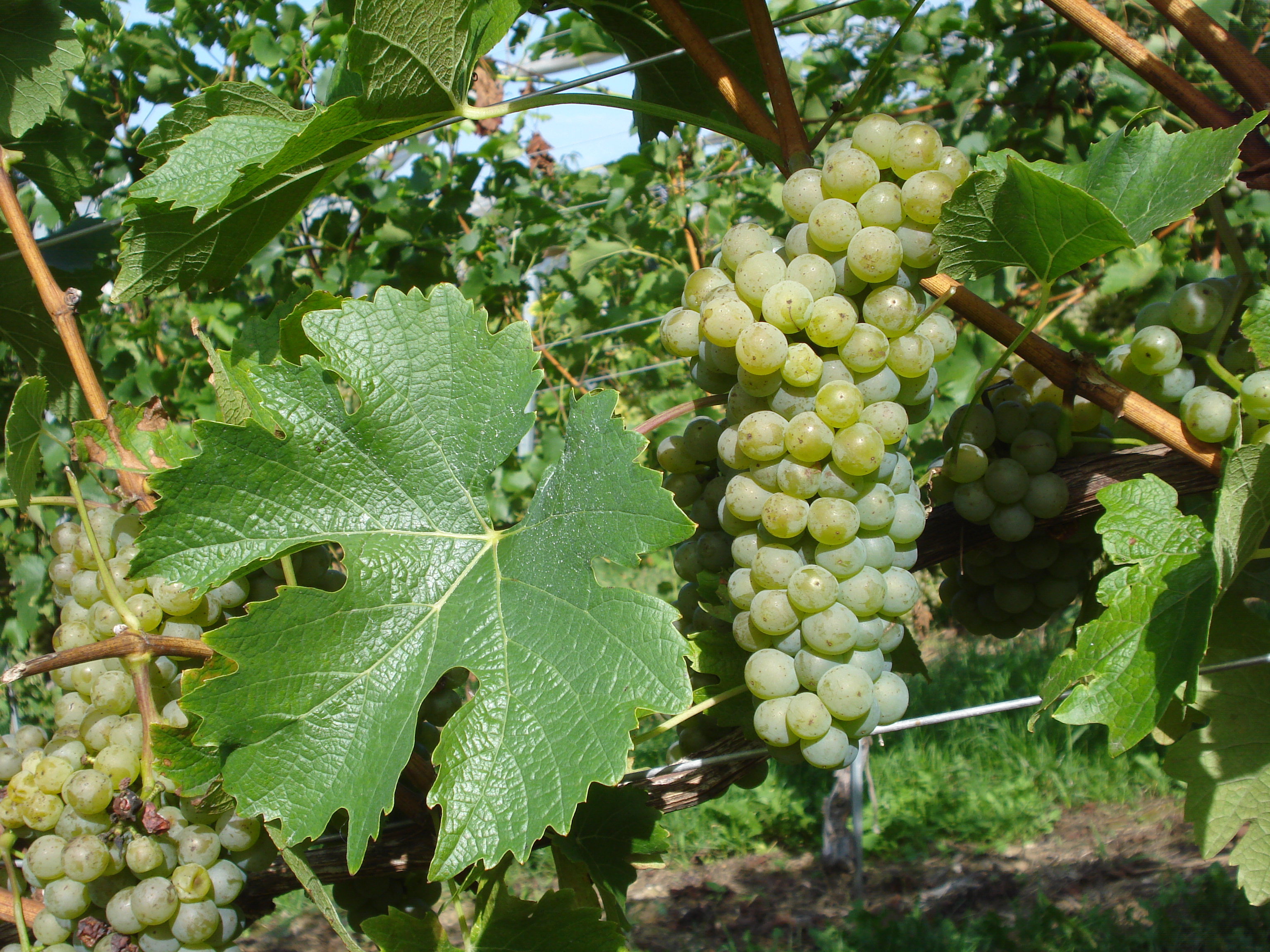
Traube und Blatt der Sorte Bronner

Bronner ist eine 1975 gezüchtete pilzwiderstandsfähige weiße Rebsorte. Der Bronner wurde am Staatlichen Weinbauinstitut Freiburg durch Norbert Becker aus den Sorten Merzling (als Muttersorte, ♀) und Gm 6494 (als Vaterpopulation, ♂) gekreuzt. Trotz des Einflusses der Rebsorte Vitis amurensis über die Sorte Gm 6494 zählt Bronner nicht zur Familie der Hybridreben.

## Abstammung
Die Sorte ist eine Kreuzung von den Sorten: Merzling × (Zarya Severa × St. Laurent = Gm 6494)
Norbert Becker nutzte zur Kreuzung dieser Sorte die Elternsorten Merzling als Mutter und Gm 6494 als Vater. Gm 6494 (oder auch Geisenheim 6494) war eine Sämlingspopulation, die im Jahre 1964 durch Vilém Kraus (1924–2013) in der damaligen Tschechoslowakei aus den Rebsorten Zarya Severa × St. Laurent gekreuzt wurde. Kraus bot die Sämlinge Helmut Becker (1927–1990), damals an der Forschungsanstalt Geisenheim tätig, an, der die Bedeutung dieses Materials erkannte und es züchterisch in Nachkommenschaftsprüfungen weiterbearbeitete. Aus der Sämlingspopulation Gm 6494 wurde der Sämling Gm 6494-5 aufgrund seiner besonderen Leistungsfähigkeit ausgelesen und später unter dem Sortennamen Rondo als eigenständige Rebsorte vermehrt und in die Praxis gebracht.
Norbert Becker recherchierte bei den Kreuzungen von Vilém Kraus aus dem Jahr 1964 für die Sämlingspopulation, die erst in Geisenheim die Bezeichnung Gm 6494 erhalten hatte, irrtümlich die Rebsorte Saperawi Severni statt Zarya Severa als Muttersorte ♀. Eine differenzierte Nachrecherche von N. Beckers Nachfolger Volker Jörger zusammen mit Kollegen von der Forschungsanstalt Geisenheim konnte den Irrtum aufzeigen und die wahre Elternschaft gilt jetzt in Fachkreisen seit dem Jahr 2003 als gesichert geklärt.
Seit 1977 ist die Sorte Bronner mit Sortenschutz in die deutsche Sortenliste eingetragen.
Der Name „Bronner“ wurde zu Ehren von Johann Philipp Bronner vergeben.

## Verbreitung
Anbauflächen gibt es in Belgien, Deutschland (3 ha), Italien (6 ha), Österreich und in der Schweiz. Weltweit gab es im Jahre 2010 insgesamt 9 ha.

## Ampelografische Merkmale
- Die Blätter sind groß, fünflappig und dunkelgrün mit auffallend geringer Blattbehaarung. Ähnlichkeiten zum Weißburgunder sind erkennbar.
- Die Trauben sind mittel bis groß, dichtbeerig. Die Beeren mittel bis groß.
- Austrieb, Blüte und Reifungsbeginn erfolgen im Vergleich zum Weißburgunder 1 Woche später.

Reife: spät

## Eigenschaften
Die Frostfestigkeit gilt als sehr gut. Die Lageansprüche entsprechen denen der Burgundersorten, verlangen aber nach guter Wasserversorgung. Für eine entsprechende Weinqualität ist ein Zuckergehalt der Trauben von mindestens 90 bis 92 °Oechsle (18,5 bis 19 °KMW) erforderlich.

## Wein
Das Bouquet ist relativ neutral und erinnert manchmal an den Duft von Äpfel. Bei voller Reife erreichen die Weine eine mittlere bis gute Struktur und erinnern an Pinot blanc. Bei ungenügender Reife kann der Wein unharmonisch wirken mit bitterem Abgang.

## Andere Sorten mit Namen Bronner
Die Sorte „Bronnertraube“ ist eine Kreuzung von Elbling × Chasselas und darf nicht mit der Sorte Bronner verwechselt werden. Die Bronnertraube hat auch die Synonyme: Bronner, Bronnerstraube, Bronnerstraube Rot und Auswendiges Bronnerstraube.